# Soukromý ostrov

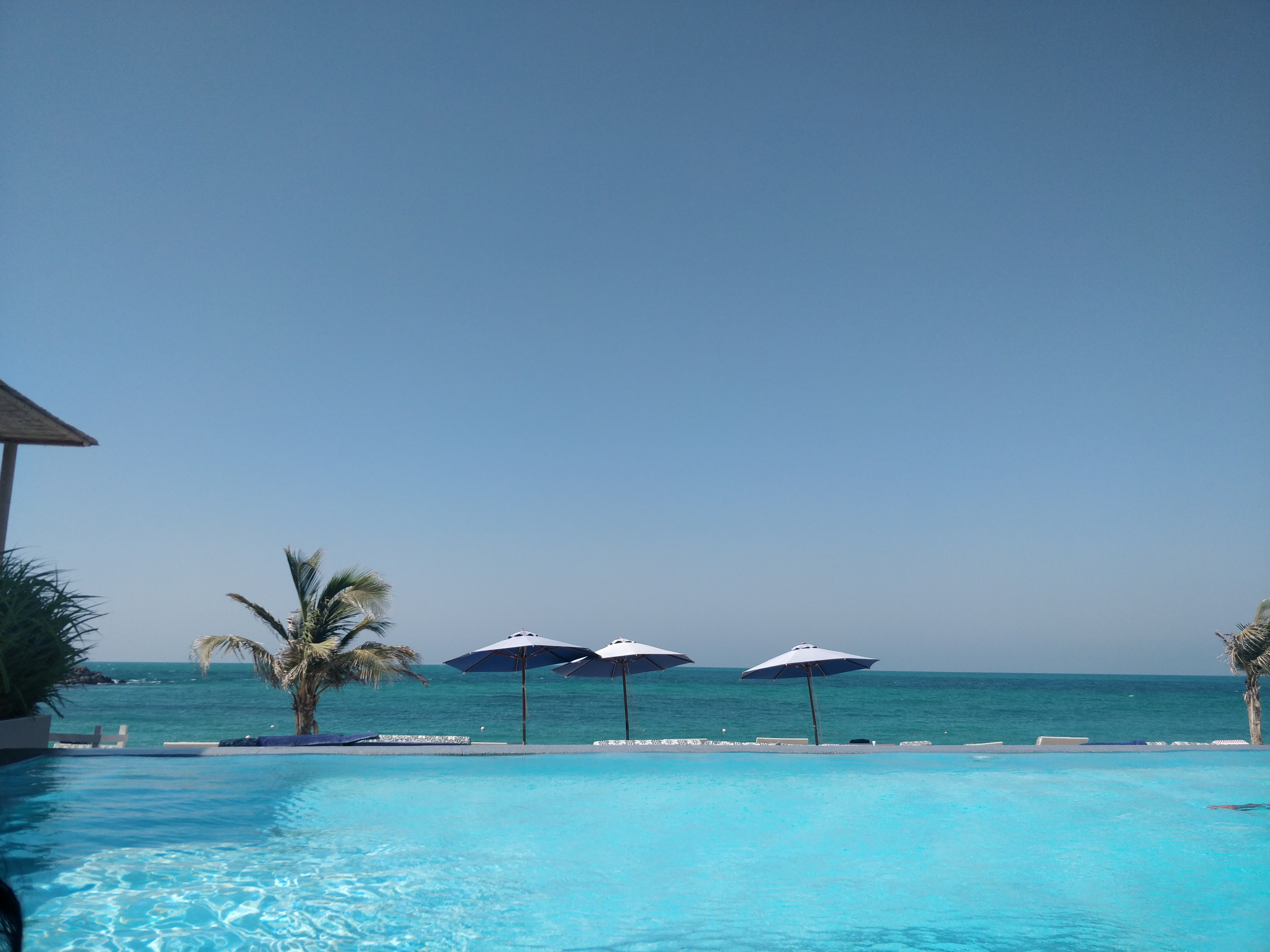
Zaya Nurai

Soukromý ostrov je ostrov, jehož celé území je soukromým vlastnictvím. Soukromé ostrovy existují po celém světě, mnoho z nich je ke koupi. Je také mnoho tisíc neobydlených ostrovů, které mohou být jako soukromé ostrovy zakoupeny.
Tento způsob komerčního využití neobydlených ostrovů je kritizován ekologickými organizacemi, protože na řadě z nich je velmi křehké životní prostředí. Některé soukromé ostrovy jsou již „vyvinuté“ (jsou na nich domy, silnice atd.), jiné ne.
Soukromé ostrovy vlastní a vlastnila řada celebrit, například Marlon Brando (Tetiaroa, Francouzská Polynésie), John Lennon (Dorinish, Clew Bay, Irsko), Aristoteles Onassis (Skorpios, Řecko).
Fakticky všechny ostrovy světa patří nějaké vládě, takže nezávislost a samostatnost ostrova je z právního hlediska nemožná. Přesto jsou často soukromé ostrovy vlastnictvím mikronárodů, které si na ostrovech budují „samostatné“ státy, zaštiťujíce se tvrzením, že moře ve vzdálenosti více než třiceti kilometrů od pobřeží není vlastnictvím žádného státu, a proto se tu mohou pokusit o vytvoření samostatného státu.